# Stryn
Stryn est une kommune de Norvège. Elle est située dans le comté de Vestland.

## Personnalités
- Tore André Flo, footballeur norvégien
- Johannes Thingnes Bø, biathlète norvégien
- Tarjei Bø, biathlète norvégien